# Tau Zero
Tau Zero è un romanzo di fantascienza hard dello scrittore statunitense Poul Anderson. Il romanzo è stato basato sul racconto To Outlive Eternity comparso nella rivista Galaxy Science Fiction nel 1967. Il romanzo fu pubblicato per la prima volta nel 1970. Il libro è un esempio per eccellenza di fantascienza hard, poiché la sua trama è dominata da una tecnologia futuristica fondata su principi fisici reali. È stato nominato per l'Hugo Award come miglior romanzo nel 1971, mentre nel 1993 ha vinto il Premio Seiun per il miglior romanzo in lingua straniera.
Il romanzo è stato tradotto in diverse lingue, in italiano nel 1989 con lo stesso titolo, in spagnolo col titolo Tau Cero, in francese Tau Zéro (2014), e in tedesco Universum ohne Ende (1972).

## Trama
Nel XXIII secolo, la nave interstellare "Leonora Christine" parte per un viaggio verso una stella lontana. L'equipaggio della navicella è composto da 25 uomini e 25 donne con l'obiettivo di raggiungere e colonizzare un pianeta in orbita attorno alla stella Beta Virginis, a circa 30 anni luce dalla Terra. La nave è spinta da un propulsore Bussard che è un sistema di propulsione per veicoli spaziali proposto nel 1960 dal fisico Robert W. Bussard. Questo sistema è stato reso popolare dallo scrittore e divulgatore scientifico Carl Sagan nel libro e nella serie TV "Cosmos". Il propulsore non è in grado di spingere la nave più veloce della luce, quindi il viaggio è soggetto agli effetti della relatività, come la dilatazione del tempo: l'equipaggio trascorrerà anni a bordo ma molto più tempo sarà trascorso sulla Terra.
Durante il viaggio il sistema di decelerazione della nave viene danneggiato irreparabilmente quando colpisce una nebulosa di polvere interstellare e l'accelerazione aumenta portando l'astronave a una velocità prossima a quella della luce (il punto tau zero). Accelerando sempre più, la dilatazione temporale aumenta a dismisura, il viaggio per l'equipaggio durerà in tutto 10 anni, ma nel resto del cosmo sono passati miliardi di anni e avranno visto il vecchio Universo morire, e un nuovo universo nascere con un altro Big Bang. Grazie all'abbondanza di gas del nuovo universo, l'equipaggio riuscirà a frenare l'astronave, conscio che il vecchio universo non esiste più.